# 新日本観光自動車足立営業所
新日本観光自動車足立営業所は、東京都足立区加賀にある新日本観光自動新日本観光自動車の営業所である。最寄り駅は谷在家駅であり、最寄りバス停は加賀二丁目である。観光バスの他、コミュニティバス、はるかぜ号の受託もしている。

## 現行路線
北千住駅西側地域循環線(はるかぜ5号) 千01:北千住駅西口→千住河原町→足立市場入口→千住大橋駅→駅前通り（北千住駅西口）→勝楽堂病院前→学びピア前→荒川鉄橋→北千住駅西口（平日始発 - 8:59、17:00 - 終発）
- 千01：北千住駅西口→千住関屋町→足立市場入口→千住大橋駅→駅前通り（北千住駅西口）→勝楽堂病院前→学びピア前→荒川鉄橋→北千住駅西口（平日9:00 - 16:59）
- 千01：北千住駅西口→千住河原町→足立市場入口→千住大橋駅→勝楽堂病院前→学びピア前→荒川鉄橋→北千住駅西口（土休日始発 - 8:59、17:00 - 終発）
- 千01：北千住駅西口→千住関屋町→足立市場入口→千住大橋駅→勝楽堂病院前→学びピア前→荒川鉄橋→北千住駅西口（土休日9:00 - 16:59）
  - 2003年（平成15年）10月1日：北千住駅西側循環（千住河原町経由）を開業
  - 2004年（平成16年）2月22日：学びピア前→北千住駅西口間の経路を変更（停留所改廃なし）
  - 2004年（平成16年）10月9日：荒川鉄橋停留所を新設
  - 2007年（平成19年）4月15日：千住中居町停留所を新設
  - 2008年（平成20年）9月27日：千住関屋町経由、駅前通り経由の各ルートを新設
    - 2012年（平成24年）8月1日：はるかぜ第5弾からはるかぜ5号へ名称変更
    - 2014年（平成26年）3月25日：千住大橋駅交通広場内を乗り入れ開始
    - 2019年（平成31年）4月15日：千住緑町三丁目停留所を新設
    - 2020年（令和2年）4月18日：新型コロナウイルスの影響で駅前通り・千住二丁目・千住中居町（駅前通り）が通過停留所へ
    - 2024年（令和6年）10月1日：交通系ICカードを導入。

  - 北千住駅を起点に千住のうち主に同駅西側地域を時計回りで環状に結ぶ路線であり、約20 - 25分間隔で運行される。路線の全停留所が同駅から徒歩20分エリアである。環状路線のため、途中停留所から終点北千住駅西口を跨いでの乗車が可能である。始発時間帯は北千住駅西口始発のほか、早朝の送り込みとして勝楽堂病院前始発1本があり、終発時間帯の2本は北千住駅西口止まりとなる。現在、北千住駅前通りへの乗り入れを中止している。

### 北千住駅〜鹿浜五丁目団地線（はるかぜ6号）
- 鹿02：北千住駅西口 - あだち産業芸術プラザ入口 - 桜木町 - 扇大橋駅 - 江北四丁目 - 上沼田中学校 - 加賀一丁目 - 鹿浜五丁目団地
  - 2004年（平成16年）4月15日：開業
  - 2008年（平成20年）3月30日：扇大橋駅停留所を新設
  - 2012年（平成24年）8月1日：はるかぜ第6弾からはるかぜ6号へ名称変更
  - 2021年（令和3年）11月29日：上沼田第二都住停留所が40mほど移動
  - 2022年（令和4年）1月1日：上沼田小学校入口、上沼田中学校前、上沼田第二都住、江北一丁目がそれぞれ鹿浜菜の花中学校入口、江北小学校前、東京女子医大足立医療センター前、江北一丁目アパート前へと名称変更
  - 2024年（令和6年）10月1日：交通系ICカードを導入。

北千住駅から郊外に向かう路線で、同駅から北西に向かい、埼玉県川口市との境界付近にある鹿浜五丁目団地を終点とする放射状の経路をとる。あだち産業芸術プラザ入口 - 桜木町間では往復の経路が若干異なり、既存路線で使用される中大型バスが走行困難な狭隘道路を走行し、混雑する駅前通りを回避するのが特徴である。
ほぼ終日18分間隔、6 - 22時台の広い時間帯に運行され、全線の所要時間は35 - 45分程度である。

### 北千住駅〜小台・宮城循環線（はるかぜ8号）
- 宮03：北千住駅西口（←荒川鉄橋←学びピア、あだち産業芸術プラザ入口→桜木町→）桜木土手上 - 足立小台駅 - 小台土手上 - ｛宮城二丁目→小台二丁目→宮城交差点｝
  - 2006年（平成18年）7月2日：開業
  - 2008年（平成20年）3月30日：日暮里舎人ライナー開業に伴い、足立小台駅交通広場内を乗り入れ開始
  - 2012年（平成24年）8月1日：はるかぜ第8弾からはるかぜ8号へ名称変更
  - 2024年（令和6年）10月1日：交通系ICカードを導入。

北千住駅と宮城・小台地区を都営バス王45系統と似通った経路で結ぶ路線で、ほぼ終日30分間隔で運転される。始発時間帯は宮城二丁目始発、終発時間帯は宮城交差点終着となる。宮城地区同様、北千住駅側も時計回りの一方循環経路のため、15分前後の時間調整とともに北千住駅西側地域循環と同様の循環乗車扱いを全便が行っている。

### 北千住駅〜堀之内・椿循環線（はるかぜ11号）
- 椿04：北千住駅西口（←荒川鉄橋←学びピア、あだち産業芸術プラザ入口→桜木町→）扇大橋駅 - 江北橋下 - ｛堀之内公園→椿一丁目→地福寺・江北氷川神社前｝（堀之内・椿循環）
- 北千住駅から荒川を渡り、扇、江北、椿、堀之内地区を回り、北千住駅まで戻ってくる路線。2025年1月現在、車両故障のため大幅に減便され、25日以降は元のダイヤに戻る予定である。運行本数は40分〜1時間に1本間隔である。 始発時間帯は堀之内公園始発、終発時間帯は地福寺・江北氷川神社前終着となる。

## 廃止路線

### 北千住駅〜博慈会記念総合病院線（はるかぜ11号）
- 椿04-2：北千住駅西口（←荒川鉄橋←学びピア、あだち産業芸術プラザ入口→桜木町→）扇大橋駅 - 江北橋下 - 堀の内一丁目→堀の内一丁目北→産業道路→博慈会記念総合病院
- 北千住駅から堀の内一丁目まで椿04と同じ経路だが、堀の内一丁目北から分岐し、博慈会記念総合病院まで行く。